# Список кос Азовского моря
Список намывных участков побережья Азовского моря имеющих имена собственные.
| Название              | Координаты                      | Страна           | Заметки | Вид |
| --------------------- | ------------------------------- | ---------------- | --- | --- |
| Арабатская коса       | 45°42′ с. ш. 35°00′ в. д.       | Россия · Украина | Состоит в основном из ракушечного материала, отделяет залив Сиваш от Азовского моря. Длина более 100 км, ширина от 270 м до 8 км. На севере Арабатская коса отделяется от материка узким Геническим проливом. |     |
| Ачуевская коса        | 46°01′33″ с. ш. 38°01′09″ в. д. | Россия           | Расположена на восточном российском побережье Азовского моря, недалеко от города Приморско-Ахтарска, примерно в 20 км к юго-западу от Ясенской косы. Образует Ахтарский лиман, являясь его западным берегом. |     |
| Беглицкая коса        | 47°06′59″ с. ш. 38°34′20″ в. д. | Россия           | Намывная песчано-ракушечниковая коса, расположена на северном российском побережье Азовского моря, в Таганрогском заливе, примерно в 25 км к западу от города Таганрога и в 30 км к востоку от Кривой косы. |     |
| Белосарайская коса    | 46°52′46″ с. ш. 37°19′18″ в. д. | Украина          | Расположена на побережье Азовского моря, ограничивает Таганрогский залив с севера и Белосарайский залив с юго-востока. Длина косы 14 км, что примерно равно её ширине у основания. Находится в Мангушском районе Донецкой области. |     |
| Бердянская коса       | 46°39′ с. ш. 36°47′ в. д.       | Украина          | Расположена на севере Азовского моря, отделяя Бердянский залив от моря. Длина косы составляет 23 километра, а ширина варьируется от 40 метров до 2 километров. Площадь — около 7 кв. км. В настоящее время Бердянская коса находится в городской черте Бердянска. |     |
| Глафировская коса     | 46°44′17″ с. ш. 38°23′49″ в. д. | Россия           | Расположена в северной часта Ейского лимана, отделяя его от Азовского моря. Длина косы 6 км 600 м, у основания ширина 1 км, а в конце — наименьшая ширина 46—50 м. |     |
| Долгая коса           | 46°39′35″ с. ш. 37°46′00″ в. д. | Россия           | Расположена на восточном побережье Азовского моря, является частью Ейского полуострова, входит в состав Ейского района Краснодарского края. Ограничивает с юга Таганрогский залив от Азовского моря. |     |
| Ейская коса           | 46°44′10″ с. ш. 38°17′15″ в. д. | Россия           | Намывная песчаная коса в Азовском море, часть Ейского полуострова. Центральная курортная зона города Ейска. Длина песчаной косы около 3 км, ранее достигала 9 км. |     |
| Камышеватская коса    | 46°22′00″ с. ш. 38°00′00″ в. д. | Россия           | Намывная песчаная коса расположенная на восточном побережье Азовского моря, часть Ейского полуострова. Имеет серпообразную форму. Входит в состав Ейского района Краснодарского края. |     |
| Кривая коса           | 47°02′52″ с. ш. 38°07′40″ в. д. | /                | Намывная песчаная коса, расположенная на украинском северо-восточном побережье Азовского моря, недалеко от устья реки Миус, являясь своеобразным продолжением её правого берега. Фактически контролируется ДНР. |     |
| Чушка                 | 45°20′23″ с. ш. 36°40′31″ в. д. | Россия           | Начинается у мыса Ахиллеон и тянется на юго-запад в сторону Чёрного моря. Длина косы составляет почти 18 км. Западный берег косы прямой, от восточного отходят к югу многочисленные длинные отростки. Коса сложена из мелкого кварцевого песка с примесью ракушки. |     |
| Павло-Очаковская коса | 47°02′30″ с. ш. 39°06′22″ в. д. | Россия           | Песчано-ракушечниковая коса, расположенная на российском побережье Азовского моря, в Таганрогском заливе, примерно в 35 км юго-западнее города Азова. |     |
| Петрушина коса        | 47°10′26″ с. ш. 38°51′55″ в. д. | Россия           | Небольшая песчаная коса, расположенная на северном российском побережье Азовского моря, в Таганрогском заливе, недалеко от города Таганрога, примерно в 25 км к востоку от Беглицкой косы. |     |
| Сазальникская коса    | 46°52′28″ с. ш. 38°30′08″ в. д. | Россия           | Песчано-ракушечная коса, имеющая форму симметричного аккумулятивного выступа, расположенная на восточном российском побережье Азовского моря, в Таганрогском заливе, в 25 км к северо-востоку от города Ейска. |     |
| Тузлинская коса       | 45°16′06″ с. ш. 36°33′00″ в. д. | Украина · Россия | Несколько островов (крупнейший длиной около 6 км) и искусственная насыпь от Таманского полуострова в Керченском проливе, территориально западные острова принадлежат городу Керчь (Крым), а искусственная коса и малый остров вблизи неё Краснодарскому краю России. Юридический статус до сих пор не определён: когда-то это была единая коса, примыкавшая к Таманскому полуострову (РФ), но перемычка была размыта в 1925 году после того, как местные рыбаки прорыли в ней небольшой канал. |     |
| Обиточная коса        | 46°31′57″ с. ш. 36°12′18″ в. д. | Украина          | Расположена на северном берегу Азовского моря. Вдаётся в море на 30 км между Обиточным и Бердянским заливами. Сложена песками и ракушечником. Образована наносами Обиточной реки. Ограничивает Обиточный залив с востока. |     |
| Федотова коса         | 46°12′33″ с. ш. 35°13′49″ в. д. | Украина          | Расположена на севере Азовского моря, отделяет Утлюкский лиман от Азовского моря. Вместе с Бирючим островом, который до 1929 года был отделён от косы узким проливом, образует полосу суши длиной около 45 км. |     |
| Ясенская коса         | 46°14′11″ с. ш. 38°15′56″ в. д. | Россия           | Намывная песчаная коса, расположенная на восточном побережье Азовского моря, между Ясенским заливом и Бейсугским лиманом. Длина — 14 км, наибольшая ширина зафиксирована в северной части — примерно 3 км. |     |